# Мњишек под Брдом
Мњишек под Брдом (чеш. Mníšek pod Brdy) град је у Чешкој Републици. Град се налази у управној јединици Средњочешки крај, у оквиру којег припада округу Праг-запад.

## Становништво
Према подацима о броју становника из 2014. године град је имао 5.054 становника.